# Trichosteleum horridulum
Trichosteleum horridulum är en bladmossart som beskrevs av Edwin Bunting Bartram 1942. Trichosteleum horridulum ingår i släktet Trichosteleum och familjen Sematophyllaceae. Inga underarter finns listade i Catalogue of Life.